# Cortiços
Cortiços es una freguesia portuguesa del municipio de Macedo de Cavaleiros, en el distrito de Braganza,con 24,72 km² de superficie y 296 habitantes (2011).  Su densidad de población es de 16,9 hab/km².
Situada en la zona suroccidental del concelho, limitando al oeste con el de Mirandela, la freguesia de Cortiços fue sede de un municipio independiente hasta su supresión en 1853; integrándose desde entonces en el de Macedo de Cavaleiros.